# João Lourenço (político)
João Manuel Gonçalves Lourenço (Lobito, 5 de marzo de 1954) es un político angoleño, actual presidente de Angola desde el 26 de septiembre de 2017. Fue elegido presidente de la República en las elecciones generales de Angola del 23 de agosto de 2017. Anteriormente fue ministro de Defensa entre 2014 y 2017.
Hasta entonces poco conocido por el público, pero con buen tráfico en el entorno político y entre las fuerzas armadas, en diciembre de 2016 fue considerado el probable sucesor de José Eduardo dos Santos en la dirección del partido Movimiento Popular para la Liberación de Angola (MPLA, un partido marxista-leninista en los años setenta que luego se acercó a los países occidentales) y en la presidencia de Angola.
Graduado en Historia, ocupó diversos cargos dentro del partido y en el Estado angoleño, incluido diputado a la Asamblea Popular entre 1984 y 1992, presidente del Grupo Parlamentario MPLA entre 1993 y 1998 y primer vicepresidente de la Asamblea Nacional entre 2003 y 2014. El 3 de febrero de 2017 João Lourenço fue nombrado líder de la lista del MPLA para las elecciones de 2017. Su elección fue ratificada en una reunión extraordinaria del Comité Central del MPLA.

## Inicios
Nacido en 1954, Lourenço creció en una familia de diez hijos. Su padre, Sequeira João Lourenço, oriundo de Malanje, era enfermero y nacionalista, y, según João Lourenço, cumplió tres años de prisión en la Angola portuguesa por una actividad política que era entonces ilegal. Su madre, Josefa Gonçalves Cipriano Lourenço, costurera, era natural de Namibe, una provincia de Angola. João Lourenço recibió una educación primaria y secundaria en la provincia de Bié y Luanda en lengua portuguesa.

## Trayectoria política
João Lourenço participó en la guerra de independencia contra los portugueses y en la guerra civil entre el MPLA y la Unión Nacional para la Independencia Total de Angola (UNITA), que estalló después de la independencia de Angola en 1975. Luego estudió Historia en la Unión Soviética entre 1978 y 1982 en la Academia Lenin, donde también recibió una formación militar. Cuando regresó a su país natal en 1982, se reincorporó al servicio activo de las Fuerzas Armadas Populares de Liberación de Angola (FAPLA) y participó en acciones de guerra contra la UNITA. Su carrera militar le llevó a servir como comisar provincial de Moxico y en 1984 se convirtió en gobernador de Moxico, primer secretario del Comité del MPLA en la provincia y miembro de la Asamblea del Pueblo o Parlamento. Dos años más tarde, pasó a ser la máxima autoridad del partido y el Gobierno en la provincia de Benguela. Luego fue temporalmente líder político nacional de las FAPLA.
Lourenço participó en la aplicación de los Acuerdos de Bicesse o Estoril, el tratado de paz de corta duración firmado el 31 de mayo de 1991 por José Eduardo dos Santos y Jonas Savimbi, el primero siendo presidente de Angola y jefe del MPLA y el segundo, jefe de la UNITA. El acuerdo pretendía poner fin a la guerra civil entre el MPLA y la UNITA, que duró de 1975 a 2002.
João Lourenço fue secretario general del MPLA de 1998 a 2003. El presidente José Eduardo dos Santos dijo en 2001 que pensaba en dejar el poder y en 2003 Lourenço anunció su deseo de sucederle. Pero dos Santos era un estratega, y su declaración solo se realizó para identificar a los ambiciosos. João Lourenço fue despedido de la secretaría general del partido gobernante. Lourenço no era la elección principal del jefe de Estado para sucederle. Dos Santos primero favoreció a su hijo, José Filomeno de Sousa dos Santos, pero los cuadros históricos del MPLA eran hostiles a esta opción dinástica. Dos Santos trató entonces de imponer a un hombre que le debía todo, Manuel Vicente, el expresidente de la petrolera Sonangol, que no había pasado por el ejército ni por el partido, y se encontraba descalificado por casos de corrupción.
Según el periódico estatal Jornal de Angola, entre 2003 y 2014, João Lourenço se convirtió en primer vicepresidente de la Asamblea Nacional. El 22 de abril de 2014, tomó una posición importante en el gobierno al ser nombrado ministro de Defensa. En agosto de 2016, también fue designado vicepresidente del MPLA.
En diciembre de 2016, el MPLA, encabezado por dos Santos, eligió a João Lourenço como candidato presidencial para las elecciones legislativas del mes de agosto de 2017. Su elección fue consensual dentro del partido, siendo considerado un moderado. Según el ex primer ministro Marcolino Moco, "Lourenço era de un ala prudente en el momento de la caída del Muro de Berlín". Varias veces presente en Portugal durante los festivales del periódico Avante! y en los congresos del Partido Comunista Portugués, João Lourenço fue miembro de la delegación del MPLA en el momento de su adhesión a la Internacional Socialista.

### Presidente de Angola
En febrero de 2017, dos Santos declaró oficialmente que no era candidato a la presidencia para las elecciones de agosto de 2017 y que João Lourenço era el candidato para sucederle. Tras la victoria del MPLA en las elecciones generales, Lourenço fue elegido presidente de la República y asumió sus funciones el 26 de septiembre de 2017.
El 8 de septiembre de 2018, João Lourenco se convirtió en líder del MPLA tras la decisión de José Eduardo dos Santos de retirarse. Fue elegido en el VI Congreso extraordinario del partido con un 98.59 % de los votos.
En junio de 2018, Lourenço legalizó la única asociación LGBTI de Angola. En enero siguiente, reemplazó la ley colonial de 1886 que prohibía los actos homosexuales y prohibió la discriminación contra las personas LGBT. Las reformas también permitieron el aborto en casos de violación o peligro para la vida o la salud de la madre o el feto.